# Кібертекст
Кібертекст — це такий уклад тексту, який дозволяє аналізувати вплив середовища як неодмінної частини літературної динаміки. Таке визначення терміну дав дослідник Еспен Арсет у 1997 році. Арсет визначив кібертекст як тип ергодичної літератури, де користувач проходить через текст, виконуючи нетривіальну роботу.

## Визначення

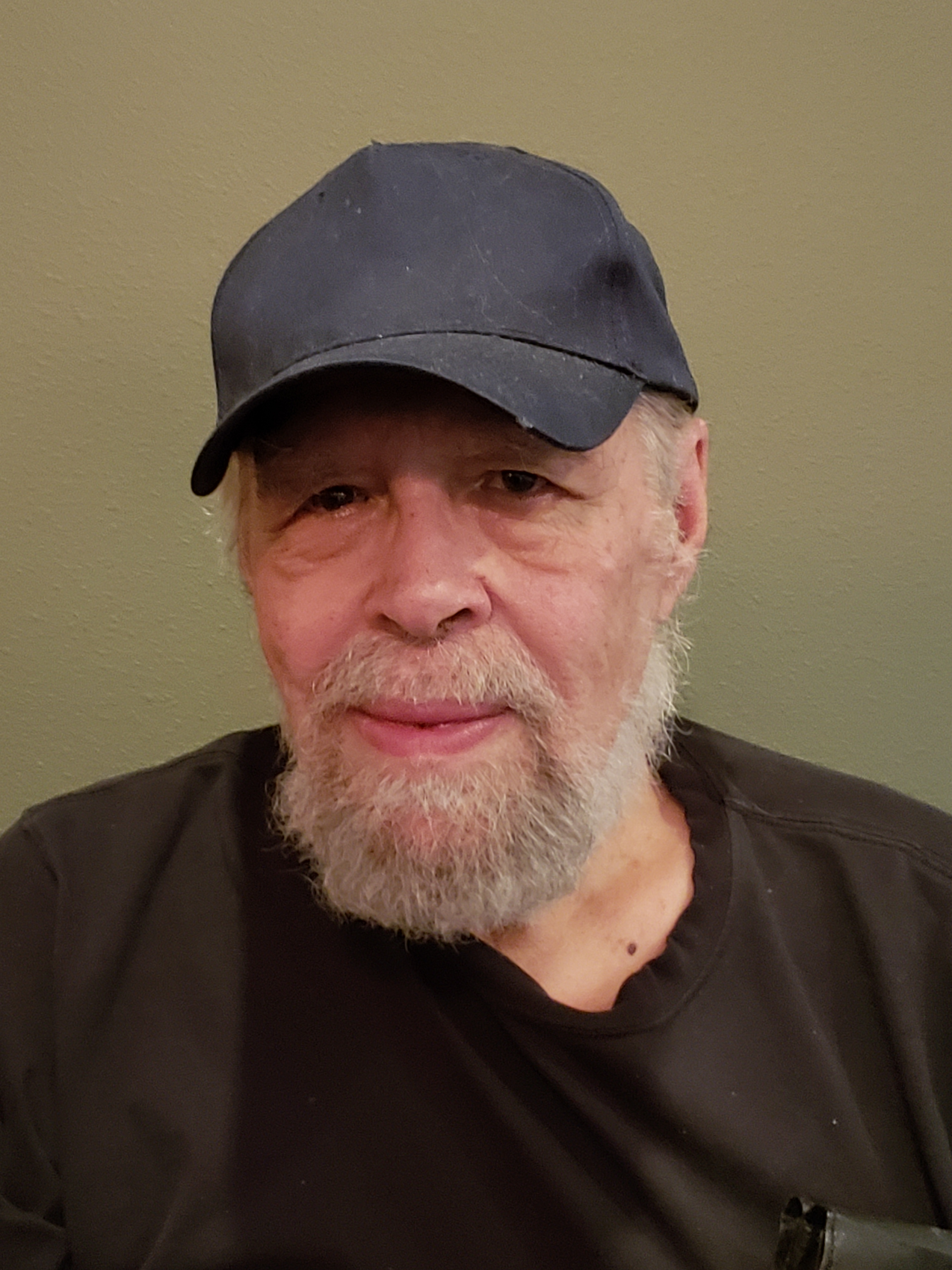
Брюс Бостон

Кібертексти — це твори літератури, для яких середовище має значення. Кожен користувач отримує різний результат на основі вибору, який він робить. За словами Арсета, «під інформацією тут розуміється низка знаків, яка може (але не повинна) мати сенс для певного спостерігача». Кібертексти можна прирівняти до перехідного етапу між лінійною літературою, такою як роман, та грою . У романі читач не має вибору, сюжет і героїв обирає автор, немає «користувача», а є лише «читач», це важливо, оскільки це передбачає, що людина, що слідує за романом, не є його активним учасником.
Кібертекст базується на ідеї, що дорога до тексту така ж важлива, як і сам текст. Щоб отримати текстове повідомлення, користувач сам має виконати роботу — це можна назвати нетривіальною роботою з боку користувача. Це означає, що читач не просто інтерпретує текст, а виконує такі дії, як активний вибір та прийняття рішень за допомогою навігаційних опцій. Існує також цикл зворотного зв'язку між читачем і текстом.
Кібертексти відрізняються від гри, де гравець приймає рішення і вирішує, що робити, якими ударами завдавати пошкоджень або коли стрибати. З іншого боку, кібертексти, як правило, мають більшу глибину, за видимим безладом є метод, у творі, як правило, є сенс або повідомлення, яке читач отримує у процесі проходження шляху до твору. Однак у цій формі літератури існує ймовірність того, що читач пропускає елементи або інформацію залежно від вибору, який він робить.

## Застосування
Концепція кібертексту пропонує спосіб розширити сферу літературознавства, включивши явища, які сьогодні сприймаються як чужі або маргінальні. У роботі Арсета кібертекст позначає загальний набір текстових машин, які, керовані читачами, дають різні тексти для читання. Наприклад, у книзі Реймонда Кено «Сто тисяч мільярдів віршів» кожен читач стикається не просто з віршами, розташованими в іншому порядку, а з різними віршами залежно від того, яким чином вони перегортають розділи сторінки.
Кібертекст може також використовуватися як ширша альтернатива гіпертексту, зокрема, оскільки він критикує критичні відповіді на останні. Разом із літературознавцями, такими як Н. Кетрін Гейлз, Арсет стверджує, що кібертекст не може застосовуватися відповідно до загальноприйнятих парадигм автор — текст— повідомлення, оскільки це обчислювальний двигун.

## Передумови
Термін «кібертекст» був придуманий автором фантастичної поезії Брюсом Бостоном. Це була назва книги, виданої ним у 1992 році, яка містила науково-фантастичну поезію. Перша частина слова, кібер-, взята від слова кібернетика, яке було введене Норбертом Вінером у його книзі «Кібернетика, або Контроль та спілкування у тварині та машині» (1948), що, своєю чергою, походить від грецького слова kybernetes — керманич. Потім префікс об'єднується зі словом «текст», яке визначається як самобутня структура для створення та споживання словесного значення в постструктуралістській теорії літератури.
Кібертекст є частиною того, що вчені називають зсувом поколінь, що стосується літератури на цифрових носіях. Першою фазою був гіпертекст, за яким прийшли гіпермедіа в середині 1990-х. Ці розробки збіглися з винаходом першого графічного браузера під назвою Mosaic та популяризацією всесвітньої мережі. Кібертекст з'явився після гіпермедіа на тлі руху до зосередження на програмному коді, особливо завдяки значній здатності контролювати процес приймання без зменшення інтерактивності.
Фундаментальною ідеєю у розвитку теорії кібернетики є концепція зворотного зв'язку: частина інформації, що продукується системою, яка береться, повністю або частково, із вхідних даних. Кібернетика — це наука, яка вивчає управління та регулювання в системах, в яких існує потік та зворотний зв'язок інформації. Незважаючи на те, що термін кібертекст вперше був використаний поетом наукової фантастики Брюсом Бостоном, у 1997 році Еспен Арсет привернув до нього увагу літературного світу.
Концепція кібертексту Арсета зосереджена на організації тексту з метою аналізу впливу середовища як неодмінної частини літературної динаміки. На думку Арсета, кібертекст сам по собі не є жанром; для того, щоб класифікувати традиції, літературні жанри та естетичну цінність, нам слід перевіряти тексти на значно нижчому рівні. Він також стверджував, що традиційна літературна теорія та інтерпретація не є головними рисами кібертексту, оскільки він фокусується на текстовому середовищі (текстономія) та вивченні текстового значення (текстологія).

## Приклади
Прикладом кібертексту є Twelve Blue Майкла Джойса. Це вебтекст, що містить режими навігації, що характеризуються рівномірністю та різноманітністю структур електронної текстуальності, таких як кольорові нитки, що відтворюють різні «бруски», та текст синього сценарію, який повертається до зображень річок та води. Залежно від того, яке посилання ви вибрали або яку частину діаграми збоку ви виберете, ви перейдете до іншої частини тексту. Таким чином, зрештою, ви не до кінця читаєте всю історію чи «роман», ви переглядаєте випадкові сторінки та намагаєтесь скласти історію разом. Можливо, ви ніколи не зможете «закінчити» історію. Але, оскільки це кібертекст, «закінчення» історії не настільки важливе, як його вплив на читача чи на передачу повідомлення.
Інший приклад — Stir Fry Texts від Джима Ендрюса — це кібертекст, де багато шарів тексту, і коли ви наводите курсор миші на слова, шари під ними «викопуються». The House — ще один приклад кібертексту, де можна взяти опис твору наступним чином: Це непокірний текст, слова не слухаються, ви ними не керуєте. Вас проводять по твору. Це кібертекст з мінімальним контролем. Ви дивитесь, як щось розгортається перед вами, «манія, що руйнується», ви повинні вміти йти потоком, читати тексти догори дном, складати відбиття слів, бути в порядку, коли наполовину прочитані тексти зникають або рухаються настільки далеко геть так постійно, що ви не можете розібрати цих дуже важливих слів.